# Sigmund Benker
Sigmund Benker (* 8. Dezember 1927 in Nürnberg; † 16. September 2018 in München) war ein deutscher römisch-katholischer Priester und Kunsthistoriker. 

## Leben
Benker studierte an der Universität München katholische Theologie und Kunstgeschichte. 1955 wurde er mit einer Arbeit über den Weilheimer Künstler Philipp Dirr und den Anfang des Barock in Bayern bei Hans Sedlmayr promoviert. 1957 wurde er zum Priester geweiht, von 1959 bis 1965 war er Subregens des Freisinger Priesterseminars. Von 1963 bis 1970 war er Lehrbeauftragter für Kunstgeschichte an der Philosophisch-Theologischen Hochschule in Freising und an der Katholischen Fakultät der Universität München. 1965 wurde er von Julius Kardinal Döpfner in das Amt des Diözesankonservators berufen. Er war von 1959 bis 2008 Leiter der Dombibliothek Freising, von 1974 bis 1979 erster Direktor des Diözesanmuseums Freising, von 1969 bis 1980 Hauptkonservator am Bayerischen Landesamt für Denkmalpflege und von 1980 bis 1997 Diözesanarchivar der Diözese München und Freising. Er verfasste zahlreiche Kirchenführer und Abhandlungen vornehmlich zur bayerischen Kunstgeschichte. 

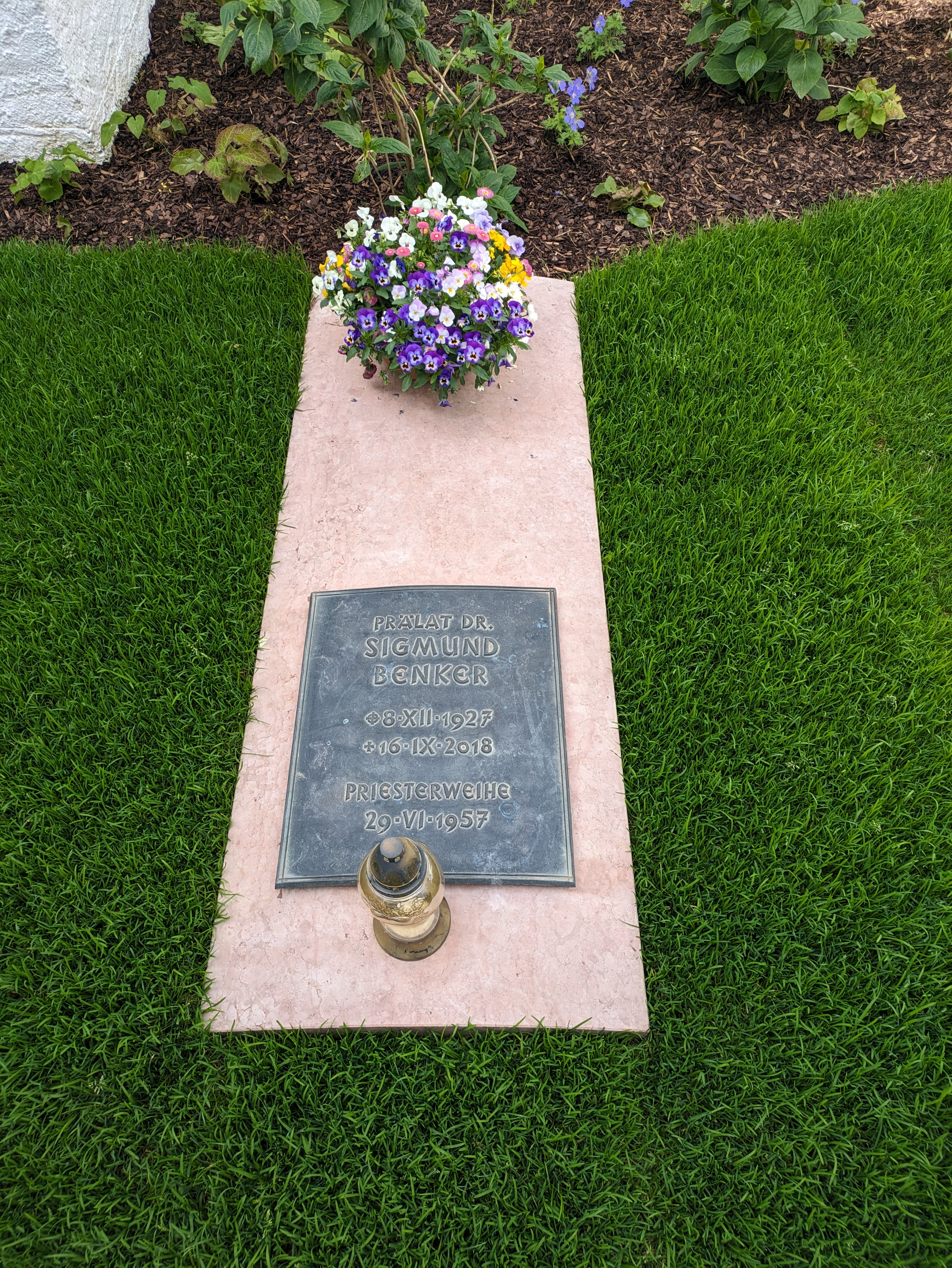
Grab von Sigmund Benker im Innenhof des Kreuzgang des Freisinger Doms

Sigmund Benker wurde im Innenhof des Kreuzgangs des Freisinger Doms bestattet.

## Verdienste um Freising und den Denkmalschutz
Als Benker 2008 aus seiner ein halbes Jahrhundert währenden Leitung der Dombibliothek Freising ausschied und geehrt wurde, würdigte Günther Lehrmann eine der wichtigen denkmalschützerischen Leistungen Benkers, die Erhaltung des Philippsschlosses auf dem Domberg:
„Legendär und erfolgreich ist sein Kampf um das Philipp-Schloss auf dem Domberg in den siebziger Jahren geworden. Der Domberg sollte ‚modernen städtebaulichen Gesichtspunkten gerecht‘ werden und der Kernsatz aus einem damaligen Gutachten lautete: Wer heute die Nordseite des Dombergs vom Knabenseminar bis zum Forstamt abgeht, findet Gebäude vor, die mit wenigen Ausnahmen abbruchreif sind.“ „Dass nun aber diese Abbruchpläne der siebziger Jahre nicht Wirklichkeit wurden wie sie eine mächtige Allianz aus staatlichen Behörden durchsetzen wollte, dass Kanzlerbogen und weite Bereiche des auf ihn folgenden sogenannten Philipp-Schlosses – das heutige Domgymnasium – erhalten werden konnten, vor allem die Südfassade mit ihren zwei markanten Giebeln und die Säulenhallen, ist das Verdienst von Dr. Sigmund Benker. Er erkannte die Bedeutung der lange vernachlässigten vierflügeligen Schlossanlage aus dem 16. Jahrhundert, die als Hauptwerk der Nordbebauung ohne Skrupel geopfert werden sollte und es gelang ihm, das nördliche Gesamtensemble des Dombergs mit dem Philippsbau vor der Zerstörung zu bewahren. So erzählt dieses Schloss noch heute und künftigen Generationen von der Bau- und Kunstleidenschaft eines Renaissancefürsten auf dem Freisinger Domberg und das in das Gebäude integrierte Domgymnasium gilt als eine der schönsten bayerischen Schulen.“

## Ehrungen
- Päpstlicher Ehrenprälat (Anfang der 1980er Jahre)
- Ehrenvorsitzender des Historischen Vereins Freising (2000)
- Goldene Bürgermedaille der Stadt Freising (2004)

## Veröffentlichungen (Auswahl)
- Philipp Dirr und die Entstehung des Barock in Baiern. Verlag Franz X. Seitz, München 1958
- mit Josef Maß: Freising in alten Ansichten. Vom späten Mittelalter bis zum Ende des Hochstifts. Verlag des Historischen Vereins Freising, Freising 1976
- (Hrsg.): Buchdruck in Stadt und Bistum Freising: zum 300. Jubiläum einer ständigen Buchdruckerei in Freising. Ausst.-Kat. Freising 2002
- mit Peter von Bomhard: Streichenkirche (= Kleine Kunstführer 640). 11. Auflage, Verlag Schnell und Steiner, Regensburg 1995
- Scientia, Ars et Fides. Beiträge und Aufsätze zur Kunst-, Kirchen- und Bibliotheksgeschichte Bayerns von Sigmund Benker. Zum 80. Geburtstag herausgegeben von der Erzdiözese München und Freising. Verlag Schnell und Steiner, Regensburg 2008, ISBN 978-3-7954-2021-5 (Sammlung seiner Aufsätze, mit einem Vorwort von Robert Simon und einem Schriftenverzeichnis).